# Ludvík Podéšť
Ludvík Podéšť (19. prosince 1921 v Dubňanech u Hodonína – 27. února 1968 v Praze) byl český hudební skladatel, dirigent, hudební redaktor a publicista. Užíval také pseudonym Ludvík Binovský.

## Život
Za války byl totálně nasazen. Po absolutoriu studia skladby na brněnské konzervatoři v roce 1948 se stal hudebním referentem v brněnském studiu Československého rozhlasu a zároveň s tím souběžně studoval na Masarykově univerzitě hudební vědu u profesora Bohumíra Štědroně a Jana Racka. V Brně též spolupracoval jako sbormistr s mládežnickým souborem Radost. V letech 1953 až 1956 převzal po Radimu Drejslovi vedení Armádního uměleckého souboru Víta Nejedlého v Praze, poté v letech 1958 až 1961 působil jakožto redaktor hudebního vysílání Československé televize. Po roce 1961 působil ve svobodném povolání, na konci šedesátých let pobýval se svojí ženou, jež byla lékařkou, v Maroku. Pohřben je v Praze na Vyšehradském hřbitově .

## Dílo
Je autorem dvou oper a pěti operet, jeho dílo zahrnuje také hudbu k nejméně deseti českým celovečerním filmům, skládal též hudbu orchestrální (celkem 16 skladeb), díla vokální i komorní (celkem 13 opusů). Složil i řadu písní spadajících do žánru trampské hudby a popmusic. Spolu s Vítem Nejedlým a Radimem Drejslem je pokládán za jednoho z českých klasiků tzv. budovatelské písně. Jeho písničky byly chytlavé především svou líbivou melodikou a jásavým životním optimismem.

### Nejznámější písně
- Zítra se bude tančit všude
- Šoférská (píseň z filmu : Florenc 13.30 (zpívá : Josef Bek, text: Josef Kainar)
- Babičko, nauč mě charleston (zpívala ji Edita Štaubertová)

### Opery a operety
- Když se Anička vdávala, opereta, libreto Pantůček a Štuchal, 1950
- Slepice a kostelník, opereta, libreto Zrotal a Pantůček, premiéra 3. března 1951 v Brně
- Bez cymbálu nejsou hody, opereta, libreto Michal Sedloň, 1953
- Tři apokryfy (Apokryfy), opera na vlastní libreto podle povídek Karla Čapka, premiéra 17. prosince 1959 v Brně (JAMU)
- Emílek a dynamit, opereta, libreto Vilém Dubský a Josef Barchánek, premiéra 12. května 1960 v Praze (Divadlo Na Fidlovačce)
- Filmová hvězda, opereta, libreto K. M. Walló, premiéra 2. června 1960 v Ostravě
- Hrátky s čertem, opera na vlastní libreto podle hry Jana Drdy, premiéra 12. října 1963 v Liberci